# Leucophora sponsa
Leucophora sponsa är en tvåvingeart som först beskrevs av Johann Wilhelm Meigen 1826.  Leucophora sponsa ingår i släktet Leucophora och familjen blomsterflugor. Arten är reproducerande i Sverige. Inga underarter finns listade i Catalogue of Life.